# Ganodes bocaina
Ganodes bocaina (лат.) — вид наездников-ихневомнид рода Ganodes из подсемейства Poemeniinae (Ichneumonidae). Неотропика: Бразилия.

## Описание
Наездники-ихневмониды средних размеров (1 см). От близких видов отличается следующими признаками: мезоскутум полированный с мелкими точками; метаплеврон интенсивно белый; задние тазики жёлтые или оранжевые; задние бёдра без продольных чёрных полос. Коготки передних и средних лапок самки с мелкими зубцами. Имеют стройное удлиненное тело с длинным яйцекладом. Биология неизвестна.